# Шавник
Шавник је град и сједиште истоимене општине у Црној Гори. Према попису из 2023. било је 364 становника.

## Историја
Варошица Шавник, административни центар општине Шавник, налази се на саставу три ријеке Буковице, Бијеле и Шавника на надморској висини 840 метара. То је насеље на најнижој коти у општини.
За разлику од већине насеља у општини која датирају по неколико вјекова насеље Шавник је ново, основано је 1861. године. Основали су га досељеници из других крајева Црне Горе и Херцеговине. То су били трговци, туфегџије и ковачи занимања која су била неопходна дробњачким сточарима и ратницима.
Простор је био обрастао врбацима, и ново настала варош је добила име по шавицама - врбовом прућу које се користило као кровни покривач. До грађења првих кућа на мјесту данашње вароши, на ријеци Шавник су постојала два сеоска млина. Прве три куће које су подигнуте у Шавнику, биле су: механа са дућаном, туфегџиница (радња за поправку оружја) и ковачница. Пошто је највећи дио Дробњака непосредно прије тога припојен Црној Гори, мјесто се почело брзо развијати и убрзо је постало административни центар Дробњака, изграђена је школа, основан капетански и обласни суд, пошта и телеграф и телефон, војна команда и црква.
Партизани су ослободили Шавник од Италијана 22. јула 1941. године око 7 часова. Италијани су имали осам мртвих и петнаест рањених, а међу погинулима им је био и командант. Партизани су имали двојицу мртвих (Војо Маловић и Ристо Томић) и четворицу рањених. У партизанске руке том приликом су пала 2 митраљеза, неколико пушкомитраљеза, стотинак пушака, око 500 бомби, 20 пиштоља, доста муниције, уопште војне опреме и хране.
На локалним изборима у Шавнику током 2022, гласање је одржано седам пута, због покушаја опструкција и инцидената.

## Демографија
У насељу Шавник живи 392 пунолетна становника, а просечна старост становништва износи 31,6 година (29,9 код мушкараца и 33,0 код жена). У насељу има 165 домаћинстава, а просечан број чланова по домаћинству је 3,44.
Становништво у овом насељу веома је хетерогено.
|  |

| Демографија | Демографија | Демографија |
| Година      | Становника  | Становника  |
| ----------- | ----------- | ----------- |
|             |             |             |
|             |             |             |
|             |             |             |
|             |             |             |
| 1948.       | 335         |             |
| 1953.       | 277         |             |
| 1961.       | 487         |             |
| 1971.       | 486         |             |
| 1981.       | 633         |             |
| 1991.       | 821         | 821         |
| 2003.       | 571         | 570         |
| 2011.       |             | 472         |
|             |             |             |

| Етнички састав према попису из 2003.‍ | Етнички састав према попису из 2003.‍ | Етнички састав према попису из 2003.‍ | Етнички састав према попису из 2003.‍ | Етнички састав према попису из 2003.‍ |
| ------------------------------------ | ------------------------------------ | ------------------------------------ | ------------------------------------ | ------------------------------------ |
|                                      |                                      |                                      |                                      |                                      |
| Црногорци                            | Црногорци                            |                                      | 336                                  | 58,94%                               |
| Срби                                 | Срби                                 |                                      | 171                                  | 30,0%                                |
| Муслимани                            | Муслимани                            |                                      | 5                                    | 0,87%                                |
| Југословени                          | Југословени                          |                                      | 4                                    | 0,70%                                |
| Македонци                            | Македонци                            |                                      | 1                                    | 0,17%                                |
| непознато                            | непознато                            |                                      | 23                                   | 4,03%                                |

| \| \| м \| \| \| ж \| \| ? \| 7 \| \| \| 7 \| \| 80+ \| 1 \| \| \| 3 \| \| 75—79 \| 0 \| \| \| 8 \| \| 70—74 \| 2 \| \| \| 10 \| \| 65—69 \| 4 \| \| \| 11 \| \| 60—64 \| 3 \| \| \| 15 \| \| 55—59 \| 5 \| \| \| 3 \| \| 50—54 \| 23 \| \| \| 16 \| \| 45—49 \| 19 \| \| \| 25 \| \| 40—44 \| 32 \| \| \| 25 \| \| 35—39 \| 17 \| \| \| 16 \| \| 30—34 \| 15 \| \| \| 14 \| \| 25—29 \| 15 \| \| \| 19 \| \| 20—24 \| 27 \| \| \| 30 \| \| 15—19 \| 25 \| \| \| 33 \| \| 10—14 \| 35 \| \| \| 27 \| \| 5—9 \| 17 \| \| \| 29 \| \| 0—4 \| 14 \| \| \| 18 \| \| Просек : \| 14 \| \| \| 4 \| |    |  |  |    |
| |    |  |  |    |
| | м  |  |  | ж  |
| ? | 7  |  |  | 7  |
| 80+ | 1  |  |  | 3  |
| 75—79 | 0  |  |  | 8  |
| 70—74 | 2  |  |  | 10 |
| 65—69 | 4  |  |  | 11 |
| 60—64 | 3  |  |  | 15 |
| 55—59 | 5  |  |  | 3  |
| 50—54 | 23 |  |  | 16 |
| 45—49 | 19 |  |  | 25 |
| 40—44 | 32 |  |  | 25 |
| 35—39 | 17 |  |  | 16 |
| 30—34 | 15 |  |  | 14 |
| 25—29 | 15 |  |  | 19 |
| 20—24 | 27 |  |  | 30 |
| 15—19 | 25 |  |  | 33 |
| 10—14 | 35 |  |  | 27 |
| 5—9 | 17 |  |  | 29 |
| 0—4 | 14 |  |  | 18 |
| Просек : | 14 |  |  | 4  |

| Број домаћинстава према пописима из периода 1948—2003. | Број домаћинстава према пописима из периода 1948—2003. | Број домаћинстава према пописима из периода 1948—2003. | Број домаћинстава према пописима из периода 1948—2003. | Број домаћинстава према пописима из периода 1948—2003. | Број домаћинстава према пописима из периода 1948—2003. | Број домаћинстава према пописима из периода 1948—2003. | Број домаћинстава према пописима из периода 1948—2003. |
| Година пописа                                          | 1948.                                                  | 1953.                                                  | 1961.                                                  | 1971.                                                  | 1981.                                                  | 1991.                                                  | 2003.                                                  |
| ------------------------------------------------------ | ------------------------------------------------------ | ------------------------------------------------------ | ------------------------------------------------------ | ------------------------------------------------------ | ------------------------------------------------------ | ------------------------------------------------------ | ------------------------------------------------------ |
| Број домаћинстава                                      | 169                                                    | 79                                                     | 156                                                    | 152                                                    | 192                                                    | 231                                                    | 165                                                    |

| Број домаћинстава по броју чланова према попису из 2003. | Број домаћинстава по броју чланова према попису из 2003. | Број домаћинстава по броју чланова према попису из 2003. | Број домаћинстава по броју чланова према попису из 2003. | Број домаћинстава по броју чланова према попису из 2003. | Број домаћинстава по броју чланова према попису из 2003. | Број домаћинстава по броју чланова према попису из 2003. | Број домаћинстава по броју чланова према попису из 2003. | Број домаћинстава по броју чланова према попису из 2003. | Број домаћинстава по броју чланова према попису из 2003. | Број домаћинстава по броју чланова према попису из 2003. | Број домаћинстава по броју чланова према попису из 2003. |
| Број чланова                                             | 1                                                        | 2                                                        | 3                                                        | 4                                                        | 5                                                        | 6                                                        | 7                                                        | 8                                                        | 9                                                        | 10 и више                                                | Просек                                                   |
| -------------------------------------------------------- | -------------------------------------------------------- | -------------------------------------------------------- | -------------------------------------------------------- | -------------------------------------------------------- | -------------------------------------------------------- | -------------------------------------------------------- | -------------------------------------------------------- | -------------------------------------------------------- | -------------------------------------------------------- | -------------------------------------------------------- | -------------------------------------------------------- |
| Број домаћинстава                                        | 165                                                      | 31                                                       | 25                                                       | 22                                                       | 40                                                       | 33                                                       | 7                                                        | 4                                                        | 2                                                        | 1                                                        | 0                                                        |

| Пол    | Укупно | Неожењен/Неудата | Ожењен/Удата | Удовац/Удовица | Разведен/Разведена | Непознато |
| ------ | ------ | ---------------- | ------------ | -------------- | ------------------ | --------- |
| Мушки  | 195    | 82               | 100          | 4              | 3                  | 6         |
| Женски | 235    | 76               | 104          | 34             | 15                 | 6         |
| УКУПНО | 430    | 158              | 204          | 38             | 18                 | 12        |

| Пол    | Укупно                    | Пољопривреда, лов и шумарство | Рибарство                            | Вађење руде и камена | Прерађивачка индустрија       |
| ------ | ------------------------- | ----------------------------- | ------------------------------------ | -------------------- | ----------------------------- |
| Мушки  | 90                        | 6                             | 0                                    | 1                    | 3                             |
| Женски | 66                        | 2                             | 0                                    | 0                    | 0                             |
| Укупно | 156                       | 8                             | 0                                    | 1                    | 3                             |
|        |                           |                               |                                      |                      |                               |
| Пол    | Производња и снабдевање   | Грађевинарство                | Трговина                             | Хотели и ресторани   | Саобраћај, складиштење и везе |
| Мушки  | 8                         | 12                            | 8                                    | 3                    | 5                             |
| Женски | 1                         | 2                             | 8                                    | 7                    | 3                             |
| Укупно | 9                         | 14                            | 16                                   | 10                   | 8                             |
|        |                           |                               |                                      |                      |                               |
| Пол    | Финансијско посредовање   | Некретнине                    | Државна управа и одбрана             | Образовање           | Здравствени и социјални рад   |
| Мушки  | 0                         | 0                             | 28                                   | 5                    | 5                             |
| Женски | 3                         | 2                             | 10                                   | 12                   | 11                            |
| Укупно | 3                         | 2                             | 38                                   | 17                   | 16                            |
|        |                           |                               |                                      |                      |                               |
| Пол    | Остале услужне активности | Приватна домаћинства          | Екстериторијалне организације и тела | Непознато            | Непознато                     |
| Мушки  | 4                         | 0                             | 0                                    | 2                    | 2                             |
| Женски | 3                         | 0                             | 0                                    | 2                    | 2                             |
| Укупно | 7                         | 0                             | 0                                    | 4                    | 4                             |

## Саобраћај
Шавник је смештен у на половини регионалног пута између Никшића и Жабљака, а преко Боана и Миоске веже се на магистрални пут Подгорица - Колашин.

## Познате личности
- Владо Јекнић, црногорски фудбалер
- Новица Церовић, старохерцеговачки војвода, црногорски сенатор и бан
- Стана Церовић, посљедња црногорска вирџина
- Радован Караџић, српски политичар, психијатар и пјесник, први предсједник Републике Српске
- Андрија Мандић, црногорски политичар и предузетник, предсједник Скупштине Црне Горе (2023-)
- Томислав Караџић, српски привредник и бивши предсједник Фудбалског Савеза Србије
- Светозар Томић, српски професор, историчар, етнограф и географ, шеф црногорског контракомитског одсјека при Министарству иностраних дјела Краљевине Србије
- Момир Гломазић, српски и југословенски правник и банкар

## Галерија
- Шавник
- Шавник
- Шавник
- Шавник
- Шавник
- Шавник
- Црква Светог Ђорђа у Шавнику
- Мост преко реке Бијела
- Шавник у пролеће
- Околна природа
- Околна природа
- Узгој пастрмки у Шавнику